# Csorba Géza (művészettörténész)
Csorba Géza (Lőrinci, 1932. május 10. – Budapest, 2014. november 2.) magyar művészettörténész, művészeti író.

## Élete
Csorba Géza Lőrinciben született 1932. május 10-én Csorba Ferenc és Ágó Ilona gyermekeként.
1950–1956 között az Eötvös Loránd Tudományegyetem Bölcsészettudományi Karának magyar-könyvtár szakos hallgatója volt.
1956–1964 között a Szépművészeti Múzeumban dolgozott. 1964-1980 között a Művelődési Minisztérium képzőművészeti osztályának munkatársa, 1973-1980 között osztályvezetője volt; a magyar képzőművészek nemzetközi kapcsolatainak kiépítésével és szervezésével foglalkozott. 1968-tól 10 évig a Cagnes-sur-Mer-i Nemzetközi Festészeti Fesztivál magyar képviselője volt. 1974–1980 között a velencei biennále magyar kormánybiztosa volt. 1980-1993 között a Magyar Nemzeti Galéria főigazgató-helyettese, 1993-tól címzetes főigazgató-helyettes.
A Szépművészeti Múzeumban XIX.-XX. századi francia művészettel, azon belül főleg a romantikával és a századforduló művészetével foglalkozott. Charles Baudelaire képzőművészeti esszéit fordította.
2014. november 2-án elhunyt. Temetése november 13-án volt a Farkasréti temetőben.

## Magánélete
1965-ben házasságot kötött Henszlmann Lillával. Egy lányuk született, Judit (1966).

## Művei
- Modiglani (1969)
- XX. századi magyar festészet és szobrászat (szerkesztő, 1986)
- Koffán Károly (1987)
- A Magyar Nemzeti Galéria gyűjteményei (szerkesztő, 1987)
- A Magyar Nemzeti Galéria (társszerző, 1994)
- Nagybánya művészete (szerkesztő, társszerző, 1996)
- Csorba Géza–Chikán Bálint–Darányi Sándor: Cséri Lajos; Pallasz Athéné, Göd, 1999
- A Magyar Nemzeti Galéria gyűjteményei; szerk. Csorba Géza, Szücs György; 2. átdolg. kiad.; MNG, Bp., 2001 (A Magyar Nemzeti Galéria kiadványai)

## Külső hivatkozások
- Artportal.hu Archiválva 2018. április 26-i dátummal a Wayback Machine-ben